# Snålltjärn
Snålltjärn är en liten by som ligger vid sjön Snålltjärnen i Vännäs kommun cirka 2 kilometer öster om Tväråbäck. I Snålltjärn finns fem åretrunt-hushåll och runt 10 sommarbostäder. Byn sägs ha fått sitt namn efter ordet "snålla" som lär betyda "liten rund".